# Tupeia antarctica
Tupeia antarctica är en tvåhjärtbladig växtart som först beskrevs av Forst. f., och fick sitt nu gällande namn av Cham. & Schltdl.. Tupeia antarctica ingår i släktet Tupeia och familjen Loranthaceae. Inga underarter finns listade i Catalogue of Life.